# Dercy Gonçalves
Dolores Gonçalves Costa, mais conhecida como Dercy Gonçalves (Santa Maria Madalena, 23 de junho de 1907  – Rio de Janeiro, 19 de julho de 2008), foi uma atriz, humorista e cantora brasileira. Oriunda dos espetáculos circenses, tornou-se uma das maiores estrelas do auge do teatro de revista na década de 1930 e da produção cinematográfica brasileira a partir da década de 1940. Foi reconhecida pelo Guinness Book como a atriz com maior tempo de carreira na história mundial, totalizando 86 anos.
Celebrada por suas entrevistas irreverentes, bom humor e emprego constante de "palavrões", foi uma das maiores expoentes do teatro de improviso no Brasil.

## Biografia

### Primeiros anos: infância
Dercy veio de uma família miscigenada: a avó era negra africana, de Dacar, e o avô, português de Coimbra. Uma outra avó era “quase índia”. Originária de família pobre, nasceu no interior do estado do Rio de Janeiro. Sua irmã Cecília, segundo o registro, difere de seis meses do seu nascimento. Na época era muito comum registrar os filhos mais tarde, pela falta de acesso a cartórios e informações da importância de um registro civil.
Era filha de um alfaiate, chamado Manuel Gonçalves Costa e de uma lavadeira, chamada Margarida Gonçalves Costa. Sua mãe abandonou o lar e os sete filhos ao descobrir a infidelidade do marido. Dercy, abandonada pela mãe ainda pequena, foi criada pelo pai alcoólatra. A menina, que foi crescendo, teve que conviver com um pai bêbado e violento em casa e sofreu muito com o abandono da mãe, que foi embora para o Rio de Janeiro para trabalhar como empregada doméstica e que anos mais tarde faleceu durante a Gripe espanhola.
Sofria preconceitos na infância, sendo constantemente chamada de "negrinha", por ser neta de uma negra.
Para ajudar nas despesas de casa junto com os irmãos, Dercy foi trabalhar em uma bilheteria de cinema, no Cinema Ideal. Vendo os filmes nas horas de expediente do serviço, aprendeu a se maquiar e atuar como as artistas da época Pola Negri e Theda Bara. Seu grande sonho era seguir carreira artística. Mesmo não sendo ainda atriz profissional, apresentava-se em teatros improvisados para hóspedes dos hotéis em sua cidade natal.

### Estreia no teatro circense
Aos dezessete anos fugiu de casa para Macaé embaixo do vagão de um trem, pois queria se juntar à uma trupe de teatro mambembe que lá estava, diversos atores de circo experientes no qual ela poderia trabalhar, a Companhia de Maria Castro.

Dercy Gonçalves em cena, 1956. Arquivo Nacional

Após um tempo morando em Macaé e trabalhando no teatro circense, o circo teve que partir para se fixar em outra cidade e fazer apresentações novas. Então, ela foi junto com a Companhia de Circo para Minas Gerais, onde estreou, em Leopoldina, integrando o elenco da Companhia Maria Castro. 
Fazendo teatro itinerante, formou dupla com Eugênio Pascoal em 1930, com quem se apresentou por cidades do interior de alguns estados, sob o nome de "Os Pascoalinos", exibindo-se em circos ou integrando temporariamente outras companhias ambulantes, como as de João Rios e de Silva Filho dentre outras. No final de 1931, Pascoal deixa Dercy sozinha na capital, indo para Atibaia tratar de tuberculose. Considerada sua inexperiência, esta não teve êxito. Para sobreviver, foi cantora de números românticos e regionais na Companhia de Genésio Arruda.
Em 1932 Os Pascoalinos chegaram a "Casa de Caboclo", na Praça Tiradentes no Rio de Janeiro, aonde foi o maior sucesso de Dercy, que chegou a ter seu nome escrito nas portas, juntou se a Jararaca & Ratinho que eram estrelas máximas da casa e outros; com um repertório musical cantava "A Casinha aonde eu nasci", "Malandrinha", " A Serra da Mantiqueira". Num desses espetáculos, substituindo a atriz Durvalina Duarte que apresentava o número principal, atendendo ao telefone, depois anunciando a entrada de Jararaca e Ratinho, a cantora se descobriu como atriz cômica.
Dercy se apaixonou por Eugênio Pascoal, que foi seu primeiro namorado, aos 23 anos, no papel, e 25 na vida real. Dercy dissera uma vez em entrevista que, fora enganada por seu primeiro namorado, Pascoal, que a violentou sexualmente. Dercy conta que na noite em que perdeu a virgindade, usava uma camisola feita de saco de arroz: "Tinha escrito no peito: Indústria Brasileira de Arroz Agulhinha, arroz de primeira", contou. Anos depois, a atriz disse que, inocente na época, não sabia o que estava acontecendo e não entendeu por que estava sangrando. Ela foi convencida a fazer sexo e não sabia que esse convencimento, mediante ameaça de término do namoro, configura-se como estupro. Após alguns anos convivendo juntos, Eugênio ficou tuberculoso e foi internado em um sanatório, vindo a falecer.

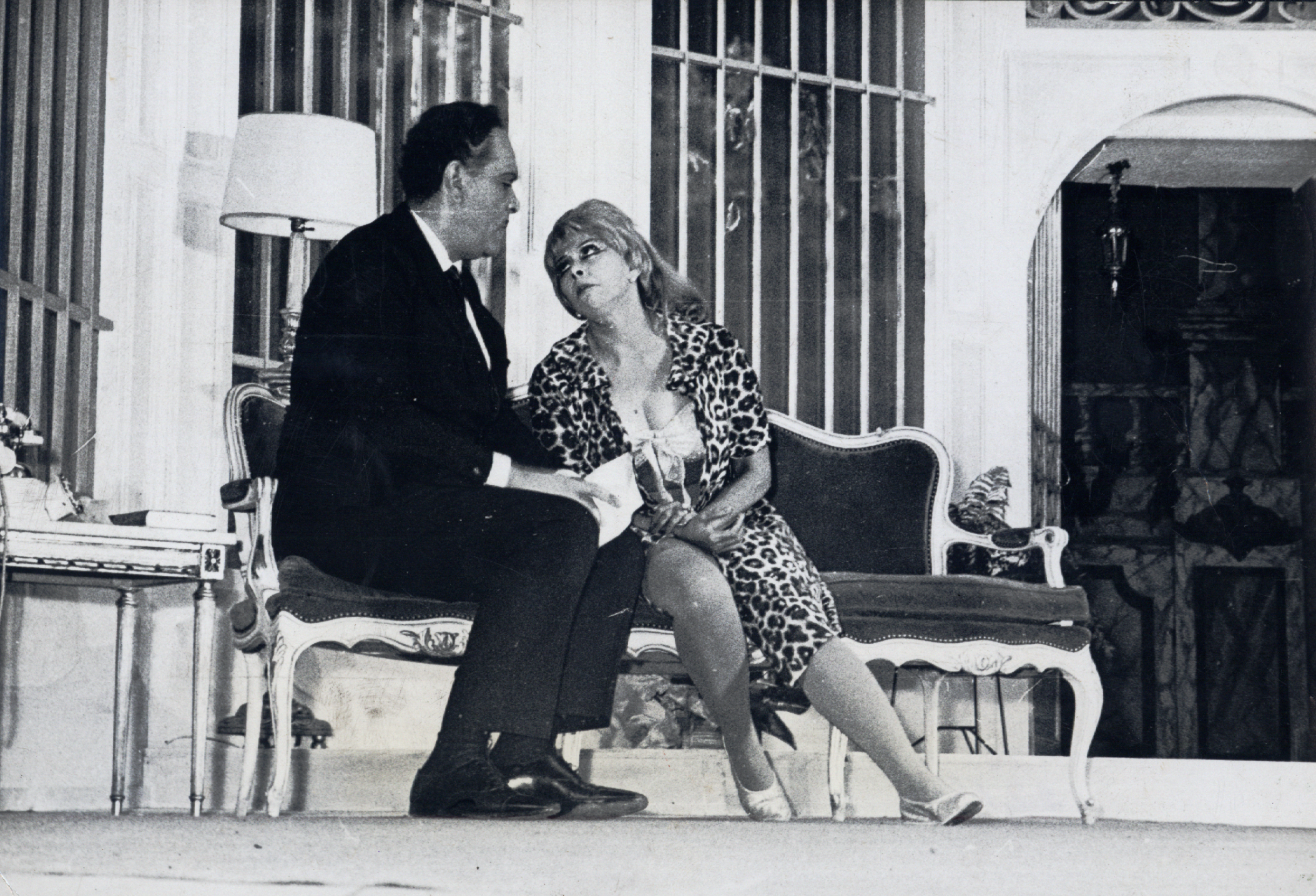
Dercy Gonçalves e Ribeiro Fortes na peça teatral “Fé no Santo e Pé na Estrada”, 1966. Arquivo Nacional

Enquanto excursionava com a trupe pelo interior de Minas Gerais, Dercy descobriu estar com tuberculose, que contraíra de seu parceiro, tendo que se afastar do trabalho, sendo internada em Santos Dumont. Um exportador de café mineiro chamado Ademar Martins Senra a conheceu quando passava próximo à tenda do circo e se encantou por ela, apesar de ter ficado com pena da pobre moça doente. De bom coração, pagou todas as contas do sanatório para a internação da atriz, que não tinha dinheiro suficiente para custear o tratamento. Em 1936, já curada de uma tuberculose, com uma filha pequena e com dificuldades financeiras, começou a fabricar perfumes e vender na Praça Tiradentes.
Em 1941, Dercy já estava trabalhando na Companhia de Revista Paradise, de Jardel Jércolis, trabalhando ainda na Companhia de Variedades do pai de Walter Pinto e na Companhia de Chianca de Garcia. Em 1947 monta sua própria Companhia.
Especializando-se na comédia e no improviso, participou do auge do Teatro de revista brasileiro, nos anos 1930 e anos 1940|1940, estrelando algumas delas, como "Rei Momo na Guerra", em 1943, de autoria de Freire Júnior e Assis Valente, na companhia do empresário Walter Pinto.

### Início na Televisão
Na década de 1960 iniciou sua carreira solo. Suas apresentações, em diversos teatros brasileiros, conquistavam um público cheio de moralismo. Nesses espetáculos, gradativamente introduziu um monólogo, no qual relatava fatos autobiográficos. Paralelamente a estas apresentações, atuou em diversos filmes do gênero chanchada e comédias nacionais.
Na televisão, chegou a ser a atriz mais bem paga da TV Excelsior em 1963, onde também conheceu o executivo José Bonifácio de Oliveira Sobrinho, o Boni. Depois passou para a TV Rio e já na TV Globo, convenceu Boni a trabalhar na emissora, junto de Walter Clark.
De 1966 a 1969 apresentou na TV Globo um programa de auditório de muito sucesso, Dercy de Verdade (1966-1969), que acabou saindo do ar com a intensificação da censura no país após o AI-5. Em 22 de Setembro de 1969, o programa foi suspenso pela Censura Federal por 15 dias.

### Anos 1970: Problemas com a Censura
Em 1970 se apresenta com a "A Dama das Camélias" em Lisboa, Portugal, sob a direção de Flávio Rangel.
Em 1971 comandou o programa Dercy em Família, semelhante ao que apresentava anteriormente na TV Globo, mas sem a equipe de apoio com que a emissora lhe dava, durou pouco. No mesmo ano faz uma participação no documentário Cômicos e mais Cômicos de Jurandir Passos de Noronha.
Permanece quase toda a década de 1970 afastada da televisão, só retorna em 1977 em uma participação em A Praça da Alegria.

### Anos 1980
Em 1980, interpretou a vedete Dulcinéia, protagonista da novela Cavalo Amarelo, levada ao ar pela Rede Bandeirantes, revive a personagem na continuação Dulcinéa Vai à Guerra. Em 1980, é entrevistada pelo programa Canal Livre, cuja fita é apreendida pela censura. Recebe em 1981, o Troféu Imprensa de melhor atriz de 1980, empatando com Dina Sfat. Ainda por volta de 1981, grava um piloto de um programa para o SBT, chamado A Família Maluca, projeto que não teve continuação.
Em 1981 estava de volta a TV Record, graças a sua boa amizade com Paulo Machado de Carvalho, assumiu a apresentação do Dercy Sempre aos domingos, escrito e dirigido por Chico de Assis. O nome do programa parodiava uma antiga e bem cotada atração da TV Excelsior, o Bibi Sempre aos Domingos, apresentado no final da década de 1960 por Bibi Ferreira. No entanto, mesmo quinze anos depois, a referência ao programa da Excelsior, uma emissora que já nem mais existia, incomodou e o nome do programa teve que ser trocado para Dercy Povão. Com problemas financeiros, a emissora que em 1982 deixou de pertencer da família Machado de Carvalho, despediu Dercy.
Permanece a primeira metade da década de 1980 afastada da televisão, exibindo se apenas em Os Astros na TV Educativa e no especial Dercy de Peito Aberto, gravado no Canecão.
No final dos anos 1980, quando a censura permitiu maior liberdade na programação, Dercy passou a integrar bancadas de jurados em programas populares, como em alguns apresentados por Silvio Santos. Voltou a TV Globo, onde fez até aparições em telenovelas. No SBT possuía contrato vitalício.
Sua carreira foi pautada no individualismo, tendo sofrido, já idosa, um desfalque nas economias por parte de um empresário inescrupuloso — o que a fez retomar a carreira, já octogenária.
Recebeu, em 1985, o Troféu Mambembe, numa categoria criada especificamente para homenageá-la: Melhor Personagem de Teatro.
Em 1989, faz uma participação especial na novela Que Rei Sou Eu?, vivendo a Baronesa Lenilda Eknésia, mãe da Rainha Valentine.

### Anos 1990
Em 1991, foi enredo ("Bravíssimo - Dercy Gonçalves, o retrato de um povo") do desfile da Unidos do Viradouro, na primeira apresentação da escola no Grupo Especial das escolas de samba do Carnaval do Rio de Janeiro. Na ocasião, Dercy causou polêmica ao desfilar, no último carro, com os seios à mostra.
Em 1992 participou da novela Deus Nos Acuda, de Silvio de Abreu, em um dos papéis centrais, o Anjo Celestina.
Sua biografia, Dercy de Cabo a Rabo (1994), foi escrita por Maria Adelaide Amaral. Dercy de Verdade foi o título dado à minissérie sobre a vida da atriz, que também foi escrita por Maria Adelaide Amaral e direção de Jorge Fernando. A minissérie estreou no dia 10 de janeiro de 2012 e teve quatro capítulos.
Em 1997, volta aos palcos com a peça Dercy, Uma Lição de Vida, sob direção de Paulo José. Foi a última peça que a atriz fez de longa temporada.

### Década de 2000: Últimos anos
Foi contratada pelo SBT, onde possuía contrato vitalício e voltou a experimentar um programa próprio que, entretanto, teve curtíssima duração. Posteriormente Dercy atuou na A Praça É Nossa com um quadro fixo junto a Carlos Alberto de Nóbrega.
Em 4 de setembro de 2006, aos 99 anos, recebeu o título de cidadã honorária da cidade de São Paulo, concedido pela câmara de vereadores desta capital.

## Vida pessoal
Foi casada com o jornalista Danilo Bastos, de 1942 até se desquitar em 1959.
Ainda na adolescência foi noiva de Luís Pontes, mas o casamento não pode ser realizado por oposição da família do noivo.
Em 1934 depois de curada da tuberculose, tendo largado o circo, teve um romance com o exportador de café mineiro Ademar Martins, mesmo ele sendo casado. Desse relacionamento de dois anos, nasceu sua única filha, em 1934, Maria Dercimar Gonçalves Senra, Maria Dercimar faleceu em novembro de 2023, aos 88 anos de idade.
O nome Dercimar é uma mistura do apelido de Dolores, Dercy, com o nome do pai dela, Ademar. Ademar descobriu que Dercy engravidou e, mesmo casado, decidiu assumir o filho fora do casamento e colocou Dercy em uma casa decente para se viver e ficou a ajudando nas despesas. Quando o bebê nasceu, Ademar registrou a criança e às vezes ia visitar Dercy e a neném. No entanto, não podiam morar juntos pelo fato de ele ser casado e o romance deles ser secreto. Um dia, porém, não apareceu mais, o que fez Dercy sofrer muito, além de ter que criar a filha sozinha. Ela, então, voltou a trabalhar em teatro.
Teve um relacionamento com o apresentador Ari Soares.

### Centenário

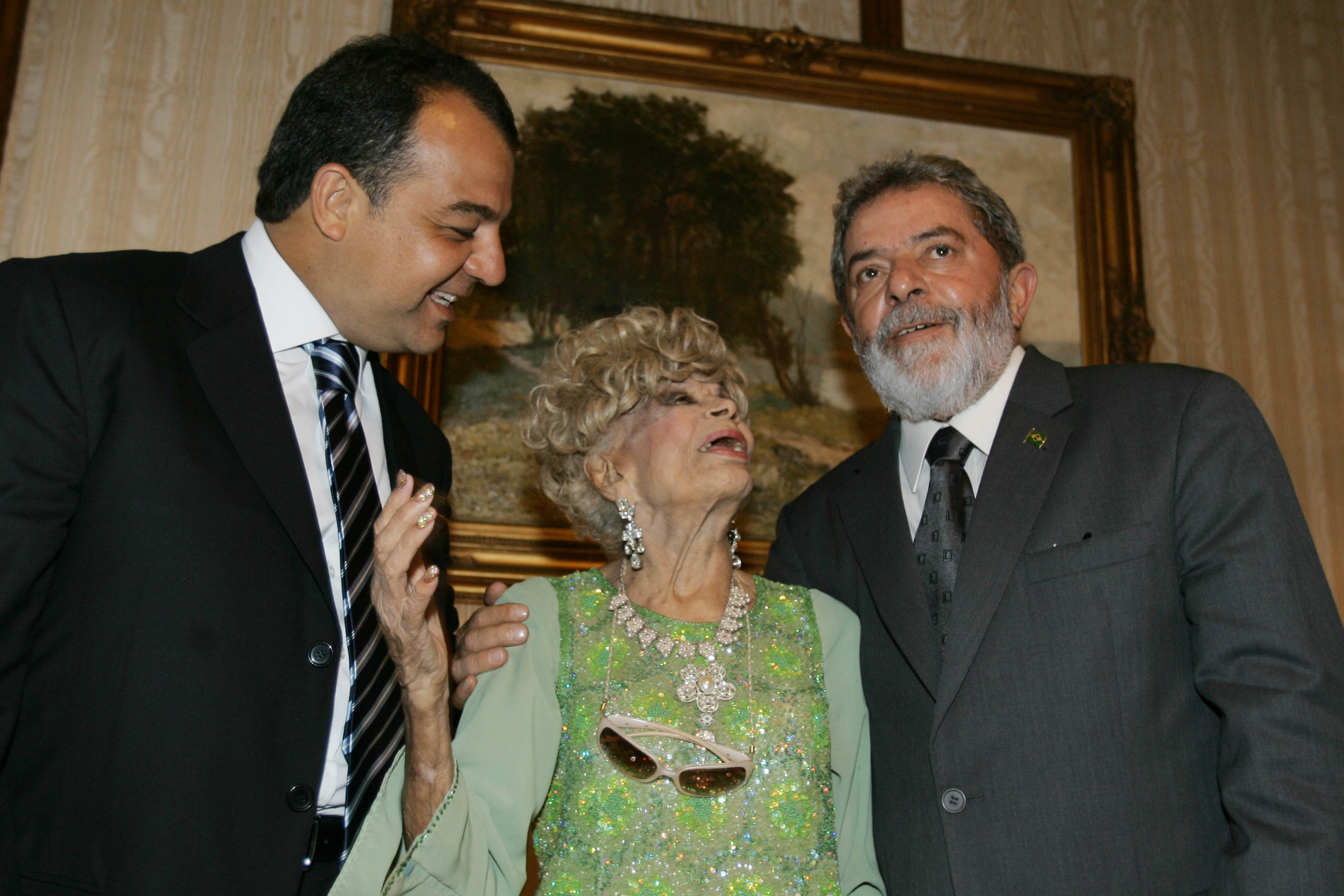
Dercy em 2007, acompanhada pelo então governador do Rio de Janeiro, Sérgio Cabral Filho, e pelo então presidente Lula

No dia 23 de junho de 2007, Dercy Gonçalves completou cem anos com uma festa na Praça Coronel Braz, no centro do município de Santa Maria Madalena (sua cidade natal), na região serrana do Rio de Janeiro. Na festa, Dercy comeu bolo, levantou as pernas fazendo graça para os fotógrafos, falou palavrão e saudou o povo, que parou para acompanhar a comemoração. Embora oficialmente tenha completado cem anos, Dercy afirmava que seu pai a registrou com dois anos de atraso, logo teria completado 102 anos de idade.
Foi este também o mês em que Dercy subiu pela última vez num palco: foi na comédia teatral Pout-PourRir (espetáculo criado e dirigido pela dupla Afra Gomes e Leandro Goulart), onde comemorou "Cem Anos de Humor", com direito à festa, autógrafos de seu DVD biográfico e um teatro hiperlotado por um público de fãs, celebridades e jornalistas. À noite, inesquecível para quem estava presente, onde Dercy foi entrevistada por uma personagem interpretada pelo ator Luís Lobianco, ainda deixou para a história duas frases memoráveis. É perguntado à atriz se ela tem medo da morte, e Dercy, sempre de forma irreverente responde: "Não tenho medo da morte, a morte é linda... (ela repensa) ...mas a vida também é muito boa!", e no fim, após cortar o bolo com as próprias mãos e atirar nos atores, diretores e plateia, faz o público emocionar-se ainda mais, dizendo: "Eu vou sentir falta de vocês. Mas vocês também vão sentir a minha".

### Morte

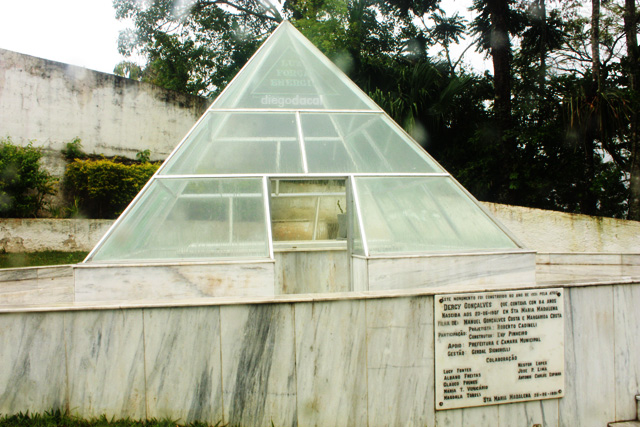
Mausoléu de Dercy, em Santa Maria Madalena, Rio de Janeiro

Dercy Gonçalves morreu no dia 19 de julho de 2008, aos 101 anos de idade, no Hospital São Lucas, em Copacabana, zona sul do Rio de Janeiro. Ela foi internada durante a madrugada. A causa da morte teria sido uma complicação decorrente de uma pneumonia comunitária grave que evoluiu para uma sepse pulmonar e insuficiência respiratória. O estado do Rio de Janeiro decretou luto oficial de três dias em memória à atriz. Ela foi sepultada de pé em uma pirâmide de cristal projetada pela atriz, no cemitério de Santa Maria Madalena, sua terra natal. Na mesma semana, Afra Gomes e Leandro Goulart e o elenco de Pout-PourRir prestaram, em cena, uma última homenagem a Dercy.

## Filmografia

### Cinema
| Ano  | Título                        | Personagem               | Notas          |
| ---- | ----------------------------- | ------------------------ | -------------- |
| 1943 | Samba em Berlim               | Empregada                |                |
| 1944 | Abacaxi Azul                  | Interiorana              |                |
| 1944 | Romance Proibido              | Dercy                    |                |
| 1946 | Caídos do Céu                 | Rita Naftalina           |                |
| 1948 | Folias Cariocas               | —                        |                |
| 1956 | Depois Eu Conto               | Ofélia                   |                |
| 1957 | A Baronesa Transviada         | Gonçalina / Baronesa     |                |
| 1957 | Absolutamente Certo           | Dona Bela                |                |
| 1957 | Feitiço do Amazonas           | —                        |                |
| 1958 | Uma certa Lucrécia            | Lucrécia                 |                |
| 1958 | A Grande Vedete               | Jeanette                 |                |
| 1959 | Cala a Boca, Etelvina         | Etelvina                 |                |
| 1959 | Entrei de Gaiato              | Anastácia da Emancipação |                |
| 1959 | Minervina Vem Aí              | Minervina                |                |
| 1960 | A Viúva Valentina             | Valentina                |                |
| 1960 | Dona Violante Miranda         | Violante Miranda         |                |
| 1960 | Só Naquela Base               | Ernestina                |                |
| 1961 | Com Minha Sogra em Paquetá    | Dona Faustina Tibúrcio   |                |
| 1963 | Sonhando com Milhões          | Agripina                 |                |
| 1970 | Se Meu Dólar Falasse          | Bisisica                 |                |
| 1971 | Cômicos e + Cômicos           | Atriz                    | Documentário   |
| 1980 | Bububu no Bobobó              | Ex-vedete                |                |
| 1983 | O Menino Arco-Íris            | Maria Marcha-à-Ré        |                |
| 1993 | Oceano Atlantis               | Mulher na gruta          |                |
| 2000 | Célia & Rosita                | Ela Mesma                | Curta-metragem |
| 2008 | Nossa Vida Não Cabe Num Opala | Vovó no opala            |                |

### Televisão
| Ano     | Título                             | Personagem               | Notas                                            |
| ------- | ---------------------------------- | ------------------------ | ------------------------------------------------ |
| 1963–64 | Vovo Deville                       | Vários personagens       |                                                  |
| 1964–65 | Dercy Beaucoup                     | Apresentador             |                                                  |
| 1964    | My Fair Show                       | Vários personagens       |                                                  |
| 1965    | Noites Cariocas                    | Vários personagens       |                                                  |
| 1966–67 | Dercy Espetacular                  | Apresentadora            |                                                  |
| 1967    | Dercy Comédias                     | Vários personagens       |                                                  |
| 1967–70 | Dercy de Verdade                   | Apresentadora            |                                                  |
| 1971    | Família Trapo                      | Gigi                     | Episódio: "A Namorada do Bronco"                 |
| 1971–72 | Dercy em Família                   | Apresentadora            |                                                  |
| 1972    | Programa Flávio Cavalcanti         | Jurada                   |                                                  |
| 1972    | Band Teleteatro                    | Silvana                  | Episódio: "Uma Viúva Psicodélica"                |
| 1980    | Cavalo Amarelo                     | Dulcinéa Amorim          |                                                  |
| 1980    | Dulcinéa Vai à Guerra              | Dulcinéa Amorim          |                                                  |
| 1981–82 | Dercy Sempre aos Domingos          | Apresentadora            |                                                  |
| 1982    | Dercy Povão                        | Apresentadora            |                                                  |
| 1984    | Humor Livre                        | Vários personagens       |                                                  |
| 1985    | Aventura Musical                   | Drª. Neme Lufar          | Episódio:" As Mil e Uma Noites de Pompeu Loredo" |
| 1985    | Rita e Roberto                     | Repórter                 | Especial de fim de ano                           |
| 1988    | Cocó, My Darling                   | Coco Baisos              | Especial de fim de ano                           |
| 1989    | Que Rei Sou Eu?                    | Baronesa Lenilda Eknésia |                                                  |
| 1989–93 | Domingão do Faustão                | Ela mesma                | Quadro: "Jogo da Velha"                          |
| 1990    | La Mamma                           | Dona Rosária (Mamma)     |                                                  |
| 1991    | Dercy Gonçalves: Bravo, Bravíssimo | Ela mesma                | Especial TV Globo                                |
| 1992    | Deus nos Acuda                     | Celestina                |                                                  |
| 1994    | Brasil Especial                    | Dona Anita               | Episódio: "Feliz Aniversário Dona Anita"         |
| 1996    | Caça Talentos                      | Miss Dayse               | Episódio: "TV Galera"                            |
| 1996    | Sai de Baixo                       | Leopoldina Mathias       | Episódio: "A Estátua da Libertinagem"            |
| 2000    | Fala Dercy                         | Apresentadora            |                                                  |
| 2001–04 | A Praça é Nossa                    | Ela mesma                |                                                  |
| 2002    | SBT Palace Hotel                   | Avó de Laraiah           | Especial de final de ano                         |
| 2002–05 | Teleton                            | Apresentadora            | [ 44 ]                                           |
| 2003    | Maria Gazogênio                    | Maria Gazogênio          | Especial de fim de ano                           |
| 2004    | Meu Cunhado                        | Loira Sexy               | Episódio: "Bronco Connection"                    |
| 2008    | Nada Além da Verdade               | Participante / Vencedora | Episódio: "24 de fevereiro"                      |

## Teatro

### Como atriz
| Ano       | Título                                             | Cidade             |
| --------- | -------------------------------------------------- | ------------------ |
| 1924–1930 | Espetáculos circenses com a Companhia Maria Castro | Várias localidades |
| 1930–1932 | Espetáculos circenses na dupla Os Pascoalinos      | Várias localidades |
| 1932      | Quequé Qué                                         | Rio de Janeiro RJ  |
| 1932      | Gente de Fora                                      | Rio de Janeiro RJ  |
| 1932      | Viva as Muié                                       | Rio de Janeiro RJ  |
| 1933      | Carnaval do Sertão                                 | Rio de Janeiro RJ  |
| 1933      | Coisas de caboclo                                  | Rio de Janeiro RJ  |
| 1933      | Promessa                                           | Rio de Janeiro RJ  |
| 1934      | Coisinha Boa                                       | Rio de Janeiro RJ  |
| 1934      | Foi seu Cabral                                     | Rio de Janeiro RJ  |
| 1941      | Filhas de Eva                                      | Rio de Janeiro RJ  |
| 1941      | Do que Elas Gostam                                 | Rio de Janeiro RJ  |
| 1942      | Rumo a Berlim                                      | Rio de Janeiro RJ  |
| 1942      | Passo de Ganso                                     | Rio de Janeiro RJ  |
| 1943      | Rei Momo na Guerra                                 | Rio de Janeiro RJ  |
| 1944      | A Barca da Cantareira                              | Rio de Janeiro RJ  |
| 1944      | Momo na Fila                                       | Rio de Janeiro RJ  |
| 1945      | Canta Brasil                                       | Rio de Janeiro RJ  |
| 1945      | Bonde da Laite                                     | Rio de Janeiro RJ  |
| 1946      | Fogo no Pandeiro                                   | Rio de Janeiro RJ  |
| 1946      | Jogo Franco                                        | Rio de Janeiro RJ  |
| 1947      | Sinhô do Bonfim                                    | Rio de Janeiro RJ  |
| 1947      | Deixa Falar                                        | Rio de Janeiro RJ  |
| 1947      | Que Medo Ó!                                        | Rio de Janeiro RJ  |
| 1948      | É com Esse que Eu Vou!                             | Rio de Janeiro RJ  |
| 1948      | Tem Gato na Tuba                                   | Rio de Janeiro RJ  |
| 1948      | Manda Quem Pode                                    | Rio de Janeiro RJ  |
| 1949      | Quero Ver Isso de Perto                            | Rio de Janeiro RJ  |
| 1949      | Pro Cacete Vou a Pé                                | Rio de Janeiro RJ  |
| 1950      | Nega Maluca                                        | Rio de Janeiro RJ  |
| 1950      | Catuca por Baixo                                   | Rio de Janeiro RJ  |
| 1951      | Zum, Zum!                                          | Rio de Janeiro RJ  |
| 1951      | Ó do Penacho!                                      | Rio de Janeiro RJ  |
| 1952      | Sou Tarada!                                        | Rio de Janeiro RJ  |
| 1952      | Mulheres de Todo o Mundo                           | Rio de Janeiro RJ  |
| 1953      | Bomba da Paz                                       | Rio de Janeiro RJ  |
| 1953      | Túnica de Vênus                                    | Rio de Janeiro RJ  |
| 1954      | Uma Certa Viúva                                    | São Paulo SP       |
| 1955      | Um Marido Pelo amor de Deus                        | Rio de Janeiro RJ  |
| 1956      | A Dama das Camélias                                | São Paulo SP       |
| 1956      | Escândalos Romanos                                 | São Paulo SP       |
| 1957      | A Sempre Viúva                                     | São Paulo SP       |
| 1958      | Vinde Ensaboar Vossos Pecados                      | São Paulo SP       |
| 1958      | Dona Violante Miranda                              | São Paulo SP       |
| 1959      | La Mama                                            | São Paulo SP       |
| 1962      | Escândalos Romanos                                 | São Paulo SP       |
| 1963      | Senhora Presidenta                                 | São Paulo SP       |
| 1963      | Siamo Tutti Tarados                                | São Paulo SP       |
| 1968      | A Virgem Psicodélica                               | Rio de Janeiro RJ  |
| 1969      | A Viúva Recauchutada                               | Rio de Janeiro RJ  |
| 1970      | Sepulcro para Casal                                | Rio de Janeiro RJ  |
| 1970      | A Dama das Camélias                                | Lisboa (Portugal)  |
| 1970      | A Gatatarada                                       | Rio de Janeiro RJ  |
| 1971      | A Difa... Amada                                    | Rio de Janeiro RJ  |
| 1972      | Os Marginalizados                                  | Rio de Janeiro RJ  |
| 1974      | A Dama do Camarote                                 | Rio de Janeiro RJ  |
| 1974      | Tudo na Cama                                       | São Paulo SP       |
| 1977      | Dercy Biônica                                      | São Paulo SP       |
| 1978      | Dercy Biônica                                      | Rio de Janeiro RJ  |
| 1979      | Dercy Beaucoup                                     | São Paulo SP       |
| 1982      | Dercy Vem Aí                                       | Rio de Janeiro RJ  |
| 1983      | Dercy de Cabo a Rabo                               | Rio de Janeiro RJ  |
| 1984      | Dercy de Peito Aberto                              | Rio de Janeiro RJ  |
| 1987      | Dercy 80 Anos - Adeus, Amigos                      | Rio de Janeiro RJ  |
| 1989      | A Grande Revista                                   | Rio de Janeiro RJ  |
| 1990      | Burlesque                                          | São Paulo SP       |
| 1991      | Bravíssimo                                         | Rio de Janeiro RJ  |
| 1997      | Dercy, uma Lição de Vida                           | Rio de Janeiro RJ  |
| 2007      | Pout-PourRir                                       | Rio de Janeiro RJ  |

### Como diretora
| Ano  | Título                        | Cidade            |
| ---- | ----------------------------- | ----------------- |
| 1953 | Bomba da Paz                  | Rio de Janeiro RJ |
| 1955 | Um Marido Pelo amor de Deus   | Rio de Janeiro RJ |
| 1963 | Siamo Tutti Tarados           | São Paulo SP      |
| 1966 | Cocó My Darling               | São Paulo SP      |
| 1968 | A Virgem Psicodélica          | Rio de Janeiro RJ |
| 1970 | A Gatatarada                  | Rio de Janeiro RJ |
| 1970 | Sepulcro para Casal           | Rio de Janeiro RJ |
| 1971 | A Difa... Amada               | Rio de Janeiro RJ |
| 1974 | A Dama do Camarote            | Rio de Janeiro RJ |
| 1977 | Dercy Biônica                 | São Paulo SP      |
| 1978 | Dercy Biônica                 | Rio de Janeiro RJ |
| 1979 | Dercy Beaucoup                | São Paulo SP      |
| 1982 | Dercy Vem Aí                  | Rio de Janeiro RJ |
| 1983 | Dercy de Cabo a Rabo          | Rio de Janeiro RJ |
| 1984 | Dercy de Peito Aberto         | Rio de Janeiro RJ |
| 1987 | Dercy 80 Anos - Adeus, Amigos | Rio de Janeiro RJ |
| 1990 | Burlesque                     | São Paulo SP      |
| 1991 | Bravíssimo                    | Rio de Janeiro RJ |

### Como autora
| Ano  | Título                        | Cidade            |
| ---- | ----------------------------- | ----------------- |
| 1982 | Dercy Vem Aí                  | Rio de Janeiro RJ |
| 1983 | Dercy de Cabo a Rabo          | Rio de Janeiro RJ |
| 1984 | Dercy de Peito Aberto         | Rio de Janeiro RJ |
| 1987 | Dercy 80 Anos - Adeus, Amigos | Rio de Janeiro RJ |
| 1991 | Bravíssimo                    | Rio de Janeiro RJ |

### Como produtora
| Ano  | Título                        | Cidade       |
| ---- | ----------------------------- | ------------ |
| 1958 | A Valsa dos Toreadores        | São Paulo SP |
| 1958 | Vinde Ensaboar Vossos Pecados | São Paulo SP |
| 1958 | Society em Baby Doll          | São Paulo SP |

## Prêmios e indicações
| Ano  | Prêmio                             | Indicação                                   | Nomeações       | Resultado |
| ---- | ---------------------------------- | ------------------------------------------- | --------------- | --------- |
| 1980 | Prêmio APCA de Televisão           | Melhor Atriz                                | Cavalo Amarelo  | Venceu    |
| 1981 | Troféu Imprensa                    | Melhor Atriz                                | Cavalo Amarelo  | Venceu    |
| 1989 | Troféu Imprensa                    | Melhor Humorista Feminina                   | —               | Indicada  |
| 1991 | Troféu Imprensa                    | Melhor Humorista Feminina                   | —               | Indicada  |
| 1993 | Festival de Brasília               | Troféu Candango de Melhor Atriz Coadjuvante | Oceano Atlantis | Venceu    |
| 1998 | Prêmio Shell Especial              | Conjunto da Obra                            | —               | Venceu    |
| 2005 | Grande Prêmio do Cinema Brasileiro | Troféu Honorário (Conjunto da Obra)         | —               | Venceu    |
| 2008 | Guinness World Records             | Carreira Mais Longa como Atriz (86 anos)    | —               | Honrada   |

## Frases célebres
- "Quem me criou foi o tempo, foi o ar. Ninguém me criou. Aprendi como as galinhas, ciscando, o que não me fazia sofrer eu achava bom."
- "Tudo que passou, acabou. Eu sobrevivi."
- "O ontem acabou. Não tenho mágoa de nada e nem saudade de nada. Vivo o hoje. Tenho alegria de viver, adoro a vida."
- "Eu já fui acusada de tudo. Eu era "negrinha" [a avó era negra], menina de rua, mas nada disso me atingiu porque eu não sabia o que era o mundo. Não tinha nem amigos. Passeava na rua e era perseguida com 7, 10 anos, porque o negro é perseguido há séculos."[48]
- "Não podia levantar o braço na passarela. Arriei e fui dançando e cantando. Tinha os seios lindos naquela ocasião. Mostrei. Houve gritaria, escândalo, mas por quê? Os seios são a coisa mais linda na mulher."